# Nina Eldh

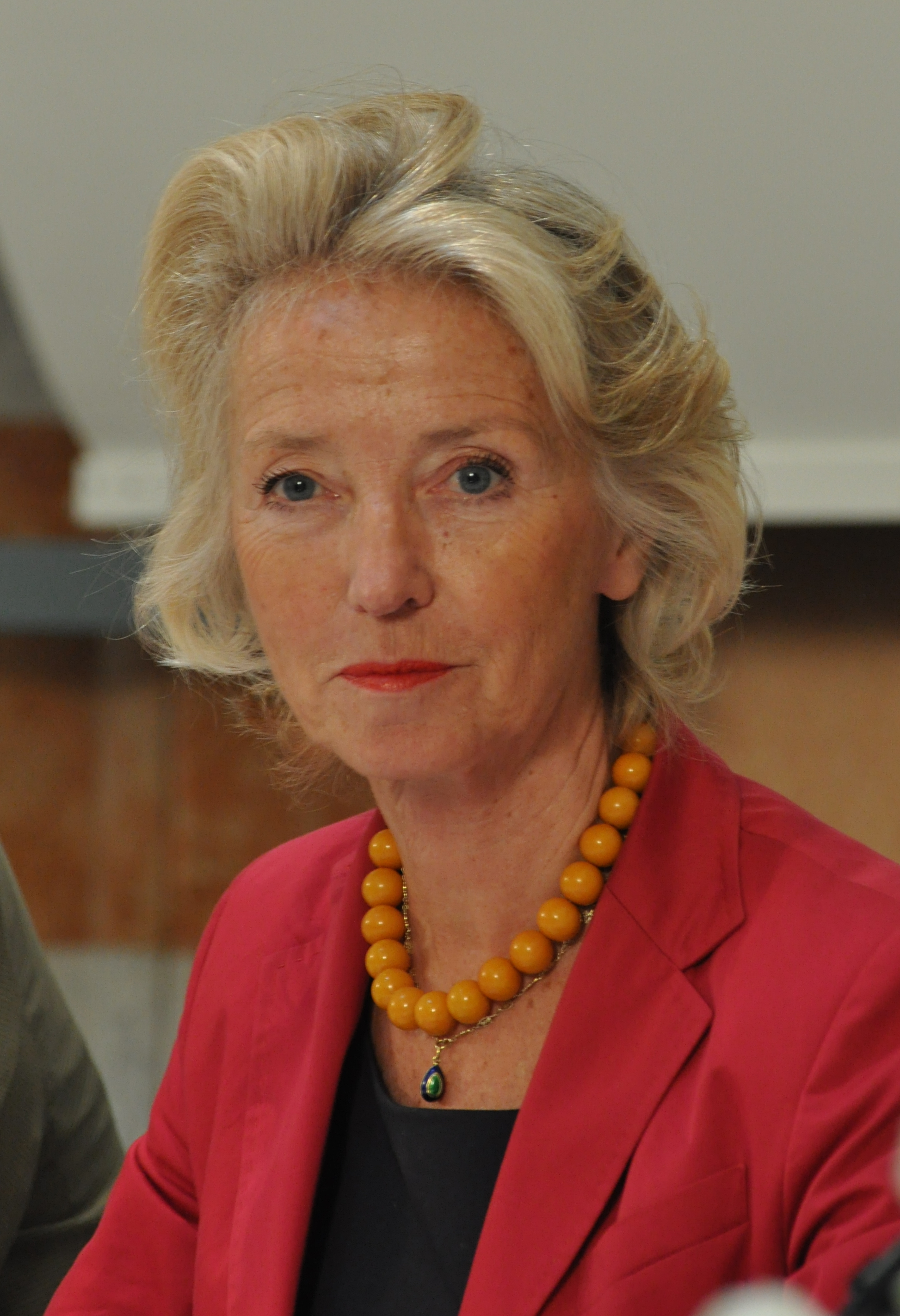
Nina Eldh.

Nina Eva Kristina Eldh, född 9 juni 1946, är en svensk kommunikatör. Eldh är filosofie magister och tjänstgjorde som informationschef vid Kungliga Hovstaterna mellan 2006 och 2010.
Nina Eldh har tidigare arbetat som informationssekreterare på Göteborgs kommun. Hon har även varit anställd på Consafe, SAS, Nokia liksom informationsdirektör för Sony Ericsson i London mellan 2001 och 2004.

## Utmärkelser
- 2:a klass / Storofficer av Italienska republikens förtjänstorden (24 mars 2009)[3]